# Рысин, Лев Павлович
Лев Павлович Рысин (17 апреля 1929, Ярославль — 23 января 2015, Москва) — советский и российский учёный, специалист в области лесоведения, лесной геоботаники и экологии, доктор биологических наук, член-корреспондент РАН (с 1994 года).

## Биография
Родился 17 апреля 1929 года в Ярославле. В 1946 году переехал в Москву, где в 1947 году поступил на кафедру биогеографии географического факультета МГУ. Во время учёбы слушал лекции выдающегося учёного-биолога В. Н. Сукачёва, а по окончании университета стал его аспирантом. После окончания аспирантуры Лев Рысин устроился в институт лесоведения РАН младшим научным сотрудником, дослужившись в дальнейшем до должности главного научного сотрудника института.
Неоднократно, начиная со студенческих лет, принимал участие в научных экспедициях: на Дальний Восток (1950 год), в Прибайкалье (1951, 1953 год), Забайкалье (1954 год). В ходе последней экспедиции несколько месяцев самостоятельно изучал леса практически не изученного до этого района. Эта работа стала основой его кандидатской диссертации «Лесная растительность бассейна р. Кижинги Бурят-Монгольской АССР», успешно защищённой в апреле 1956 года.
В 1956—1958 годах Лев Павлович работал на стационарах в Вологодской и Ярославской областях с выездами в Пермскую и Архангельскую области, занимался разработкой типологии классификации таёжных лесов. С конца 1950-х годов основным объектом его исследований стала Московская область. Данные, собранные в ходе эколого-лесоводственных и геоботанических исследований, стали основой для монографии «Сложные боры Подмосковья» и докторской диссертации «Сложные сосняки центральной части Русской равнины (подзона широколиственно-хвойных лесов)», защищённой в Ботаническом институте АН СССР в 1972 году.
С 1970-х годов Рысин занимался изучением биологического разнообразия лесов центра Русской равнины. Одним из результатов этих исследований стало создание лесных заповедных участков в Московской области, которые используются до настоящего времени для многолетних исследований динамики лесов разного типа. Обоснование необходимости таких исследований и таких участков было приведено в монографии «Лесные заповедные участки» (1985).
В 1976—1990 годах Рысин был руководителем группы специалистов, занимавшихся вопросами рекреационного лесопользования. В ходе этой работы было опубликовано большое число статей по теории и методологии такого использования леса, проведено большое число совещаний, было издано несколько сборников трудов и монографий, посвящённых вопросам рекреационного лесопользования. Результатом работы стала разработка соответствующего отраслевого стандарта и ряда методических руководств.
С 1980 года возглавлял секцию лесной типологии научного совета РАН по лесу. С 1986 по 2006 год Лев Рысин возглавлял лабораторию лесной типологии и геоботаники в Институте лесоведения РАН (ранее лаборатория лесоведения АН СССР). С 1987 по 2010 год был заместителем академика-секретаря по научно-организационной работе в отделении общей биологии РАН. Был заместителем председателя научного совета РАН по изучению и охране культурного и природного наследия. В середине 1990-х Рысин руководил работами по мониторингу парков и лесопарков Москвы. Итогом этой работы стала книга «Урболесоведение», написанная в соавторстве с С. Л. Рысиным, и вышедшая в 2012 году. Эта работа фактически положила начало новому направлению в лесной науке.
В 1994 году был избран членом-корреспондентом Российской академии наук.
Л. П. Рысин был одним из организаторов издания серии «Природное и культурное наследие Москвы», в которой вышло более 30 научно-популярных брошюр, во многих из которых Рысин был соавторов. В разные годы Лев Рысин был членом редакционной коллегии в журналах «Лесоведение», «Растительные ресурсы» и «Журнал общей биологии». Работал в специализированных советах в Институте лесоведения РАН, институте географии РАН, Московском государственном университете леса.
Урна с прахом захоронена в колумбарии Ваганьковского кладбища.

## Научные труды
Л. П. Рысин является автором ряда работ по лесной типологии, в том числе монографий «Сосновые леса европейской части СССР» (1975) и «Лесная типология в СССР» (1982). Результаты изучения лесных травянистых растений при различных экологических условиях нашли своё отражение в его монографии Рысина «Морфоструктура подземных органов лесных травянистых растений», написанной в соавторстве в Г. М. Рысиной. Впоследствии эти исследования были ещё раз переработаны и обобщены в монографии «Конспект лесной флоры средней полосы Русской равнины (сосудистые растения)», вышедшей в 2009 году.
При его участии и под его руководством были проведены работы по изучению лесов Московской области, по итогам которых было издано несколько монографических сборников и монография «Леса Подмосковья». Он фактически создал и успешно развивал новое направление лесной типологии — разработку формационных и региональных кадастров типов леса. Основные итоги этой работы были оформлены в виде монографии «Кадастры типов леса и типов лесных биогеоценозов» (2007).
Лев Рысин также являлся соавтором тома «Сoniferous forest — Хвойные леса мира» (2005) мирового энциклопедического издания «Ecosystems of the world». В 2013 году он издал монографию «Биогеоценологические аспекты изучения леса», в которой обобщил последние достижения биоценологии.
Лев Павлович Рысин написал и опубликовал пять обзорных фундаментальных изданий серии «Хвойные леса России». Это книги «Еловые леса России» (2002, в соавторстве в Л. И. Савельевой), «Сосновые леса России» (2008, в соавторстве с Л. И. Савельевой), «Лиственничные леса России» (2010), «Кедровые леса России» (2011), «Пихтовые леса России» (2012, в соавторстве с Ю. И. Манько и С. М. Бебия). За эту серию публикаций в 2013 году Лев Павлович был удостоен премии имени В. Н. Сукачёва Российской академии наук.
Им была запланирована аналогичная серия публикаций по лиственным лесами России, первая книга из которой - «Липовые леса Русской равнины», была окончена незадолго до его смерти и издана в феврале 2015 года, уже после его кончины. Всего Лев Павлович Рысин опубликовал более 340 работ, в том числе 24 монографии.

## Награды
- Орден Почёта[4];
- Орден «Знак Почёта» (1981)[3];
- Премия имени В. Н. Сукачёва[3].

## Основные труды
- Сосновые леса европейской части СССР. — М.: Наука, 1975. — 212 с.
- Лесная типология в СССР. — М.: Наука, 1982. — 217 с.
- Морфоструктура подземных органов лесных травянистых растений. — М.: Наука, 1987. — 208 с. — совместно с Г. П. Рысиной
- Лесные заповедные участки. — М.: Агропромиздат, 1985. — 168 с. — совместно с Л. И. Савельевой
- Еловые леса России. — М.: Наука, 2002. — 336 с. — совместно с Л. И. Савельевой
- Кадастры типов леса и типов лесных биогеоценозов. — М.: Товарищество научных изданий КМК, 2007. — 144 с. — совместно с Л. И. Савельевой
- Сосновые леса России. — М.: Товарищество научных изданий КМК, 2008. — 288 с. — ISBN 978-5-87317-512-3. — совместно с Л. И. Савельевой